# Dona amb lloro
Dona amb lloro és una pintura a l'oli realitzada per Gustave Courbet el 1866 i que actualment s'exposa al Metropolitan Museum of Art de Nova York.
Foucart considera aquesta obra com "el més elaborat i el més complex dels nus de Courbet". La noia apareix tombada sobre uns llençols blancs que impedeixen parcialment contemplar el seu sexe, en una postura dibuixada en perspectiva que accentua la seva bellesa. El cabell negre despentinat reforça l'erotisme de la composició en la qual el fons queda en penombra per contrastar la seva silueta.
L'obra va ser exposada al Saló de París de 1866 i hi va tenir bastant d'èxit, potser perquè no s'allunyava dels nus acadèmics i de l'erotisme idealitzat de la mostra com s'aprecia en el Naixement de Venus de Cabanel o Les Banyistes de Bouguereau.